# Коржова (Молдавия)
Коржова (рум. Corjova, Коржово) — село в Криулянском районе Молдовы. Относится к сёлам, не образующим коммуну.

## География
Село расположено на высоте 80 метров над уровнем моря, у реки Днестр.

## Население
По данным переписи населения 2004 года, в селе Коржова проживает 2589 человек (1242 мужчины, 1347 женщин).
Этнический состав села:
| Национальность | Число жителей | Процентный состав |
| -------------- | ------------- | ----------------- |
| молдаване      | 2558          | 98,8              |
| румыны         | 11            | 0,42              |
| украинцы       | 8             | 0,31              |
| русские        | 8             | 0,31              |
| гагаузы        | 1             | 0,04              |
| прочие         | 3             | 0,12              |
| Всего          | 2589          | 100 %             |